# 松平斉厚
松平 斉厚（まつだいら なりあつ）は、江戸時代中期から後期にかけての大名。上野国館林藩主、のち石見国浜田藩主。寺社奉行。官位は従四位上・権少将。越智松平家5代。

## 生涯
天明3年（1783年）、館林藩主・松平武寛の長男として誕生した。まもなく父が死去したため2歳で家督を継ぐ。はじめ武厚（たけあつ）と名乗り、寺社奉行を務める。
その後、11代将軍・徳川家斉の二十男・松平徳之佐（のちの斉良）を婿養子（および養嗣子）に迎え幕府との結びつきを強め、家斉から偏諱を受けて斉厚と改名する。天保7年（1836年）には館林から浜田に移った。斉良は夭折したため、讃岐国高松藩から迎えた養子の武揚が家督を継いだ。
天保10年（1839年）、死去。

## 年表
- 天明3年（1783年）：生まれる
- 天明4年（1784年）：越智松平家家督相続、館林藩主就任
- 享和2年（1802年）：奏者番
- 文化10年（1810年）：寺社奉行（12月1日）
- 文政5年（1822年）：寺社奉行辞任（6月28日）
- 文政6年（1823年）：斉厚に改名する
- 天保7年（1836年）：浜田藩に国替
- 天保10年（1839年）：死去（享年57）

## 官歴
- 寛政9年（1797年）：従五位下・主計頭、右近将監
- 天保6年（1835年）：従四位上・権少将

## 系譜
- 父：松平武寛（1754年 - 1784年）
- 母：松平頼恭娘
- 正室：仲 - 松浦清娘
- 側室：関口氏
  - 長女：松平斉良正室
  - 次女
- 側室：石井氏
  - 三女：松平武揚正室
  - 四女
  - 五女
  - 長男
- 養子
  - 男子：松平斉良（1819年 - 1839年） - 徳川家斉の二十男
  - 男子：松平武揚（1827年 - 1842年） - 松平頼恕の次男または三男